# Réseau indien de communication avec l'espace lointain
Le réseau indien de communication avec l'espace lointain (Indian Deep Space network - IDSN) est un réseau de grandes antennes exploité par l'organisation indienne de recherche spatiale (ISRO) pour appuyer les missions interplanétaires de l'Inde. Son centre est situé à Byalalu, un village à environ 40 kilomètres de Bangalore, en Inde. Il a été inauguré le 17 octobre 2008 par l'ancien président de l’ISRO G. Madhavan Nair.

## Équipements
Le réseau est composé du réseau de télémesure, suivi et commande de l'ISRO (ISTRAC) et deux antennes entièrement orientables de 18 m et 32 m à Byalalu qui permettent d'augmenter la durée de visibilité des engins spatiaux.
Le centre de Byalalu abrite également le centre de navigation de l'ISRO (INC). Il a été inauguré le 28 mai 2013, par V. Narayanasamy. Le centre est devenu actif le 12 juin 2013, au moment du lancement de IRNSS-1A, premier satellite du système indien de navigation régionale par satellite. L'INC abrite une horloge atomique très stable.

## Missions suivies

### Chandrayaan-1
L'ISDN a été construit afin de suivre et d'appuyer la première mission lunaire de l'Inde Chandrayaan-1, un drone d'exploration lunaire. Il a été lancé le 22 octobre 2008. L'IDSN a été utilisé pour le suivi, le contrôle de l’orbite et des opérations d'entretien pour toute la durée de l'opération (prévue pour 2 ans mais qui s'est finalement terminée après 312 jours). L’IDSN a commencé à suivre Chandrayaan 17 minutes après son lancement depuis le centre de lancement spatial Satish Dhawan à Sriharikota, au moment où le vaisseau s'est séparé du véhicule de lancement.

### Mars Orbiter Mission
L'IDSN est utilisé pour suivre l'évolution de Mars Orbiter Mission.